# 류블랴나 대학교
류블랴나 대학교(슬로베니아어: Univerza v Ljubljani)는 슬로베니아의 수도 류블랴나에 있는 종합 대학교이다. 류블랴나 유일의 대학교이며, 슬로베니아에서 가장 오래된 대학교이다. 교원 3,500명에 학생 수 56,000명으로 규모면에서 세계에서 가장 큰 대학 중 하나다. 1810년 이 지역에 나폴레옹에게 점령당했을 때, Ecoles centrales이란 이름으로 최초로 대학이 설립되었으나, 곧 오스트리아가 영토를 수복하면서 폐쇄되었다. 1919년에 와서 5개의 학부(법학, 철학, 기술학, 이론학, 의학)를 가지고 현재의 이름을 가지고 종합대학체계를 이루었다.